# Edward Seidensticker

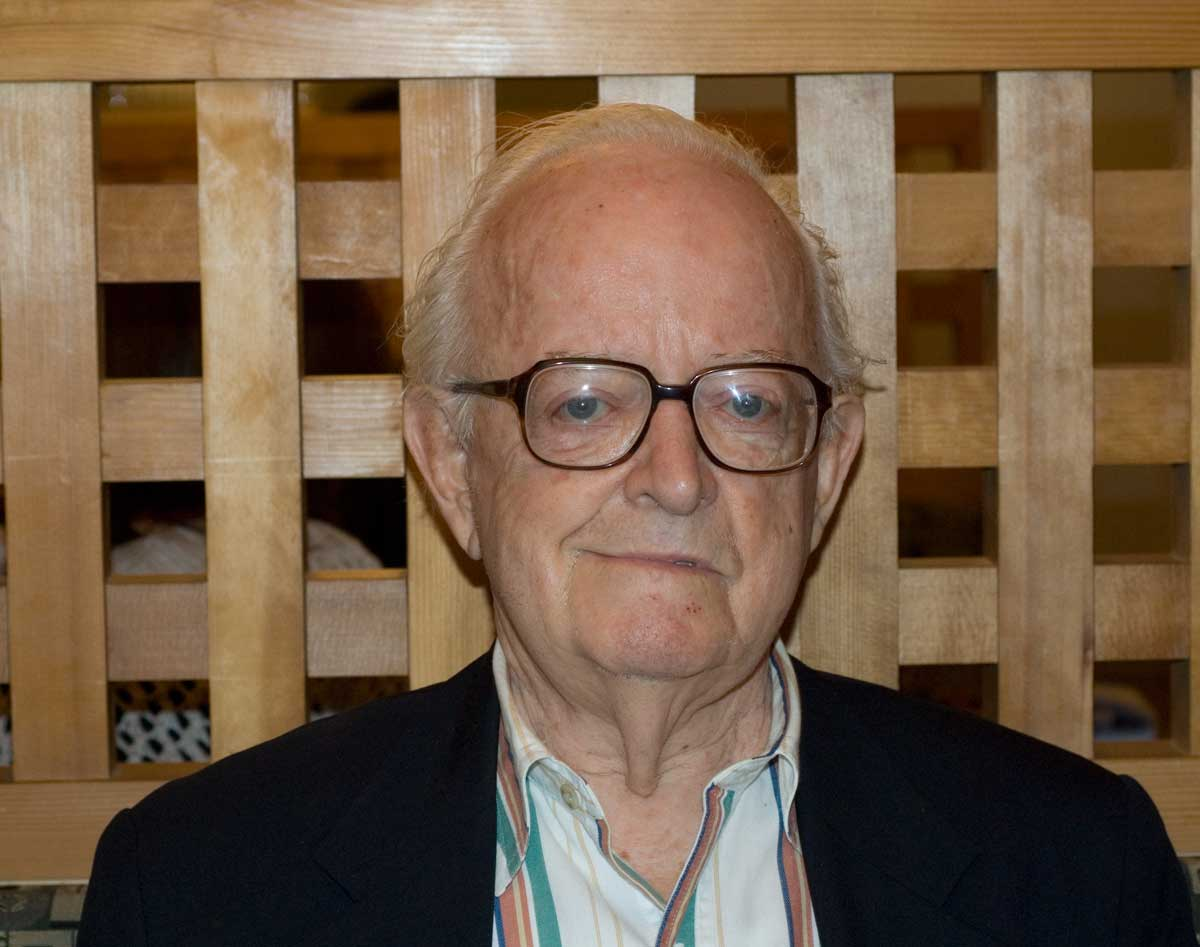
Edward G. Seidensticker 2006

Edward George Seidensticker (11 februari 1921 – 26 augustus 2007) was een Amerikaans historicus, geleerde en vertaler van klassieke en hedendaagse Japanse literatuur van na de Tweede Wereldoorlog. Zijn Engelse vertaling van ‘Genji Monogatari’, gepubliceerd in 1976 als ‘The Tale of Genji’, was een van zijn meest bekende werken en genoot de voorkeur onder de moderne vertalingen.
Seidensticker was nauw betrokken bij 3 Japanse novellisten: Yukio Mishima, Junichirô Tanizaki en Yasunari Kawabata. Deze laatste auteur won zelfs onverwachts de Nobelprijs voor Literatuur in 1968, mede dankzij de enorme belangstelling voor de vertaalwerken van Seidensticker.

## Biografie

#### Vroege jaren
Seidensticker werd geboren in 1921 op een afgelegen boerderij dicht bij Castle Rock in Colorado. Hij was katholiek opgevoed en van Duitse, Britse en Ierse afkomst. In de middelbare school realiseerde hij zich dat hij geen atletisch talent was en begon zich te verdiepen in literatuur. Hij was een van de enige leerlingen die na zijn afstuderen nog zou verder studeren. In de universiteit van Colorado te Boulder studeerde hij eerst economie, voordat hij de sprong maakte naar de Engelse taalstudie. In juni 1942 studeerde hij af met een diploma Engels.

#### U.S. Navy Japanese Language School
In de jaren veertig begon de Amerikaanse zeemacht zijn ‘Japanese Language School’ uit te breiden. Seidensticker probeerde de oorlog te overleven zonder naar het front geroepen te worden en zag de school als een oplossing. Hij reisde naar Washington, D.C. voor een ingangsexamen en werd geaccepteerd. Na het 14 maanden lange programma kon hij, met een beetje moeite, een Japanse krant lezen. Hierdoor kreeg hij de keuze om voor de Amerikaanse zeemacht te gaan werken als vertaler.

#### Oorlogsjaren
Seidensticker kreeg een basistraining bij de marine in Noord-Californië, waarna hij overgeplaatst werd naar de westkust van de Verenigde Staten. In Californië kwam hij voor het eerst in contact met Japanse krijgsgevangenen, die hij in het Japans moest ondervragen. In 1944 werden hij en andere collega’s overgeplaatst naar Hawaï en Pearl Harbor. Eenmaal daar moesten ze vooral Japanse in inbeslaggenomen documenten vertalen en krijgsgevangenen ondervragen, maar deze taak viel niet in de smaak bij Seidensticker. In februari 1945 mocht hij dan meevaren aan boord van een schip op weg naar Iwo Jima.
Tegen het einde van zijn legerdienst werd hij terug naar Hawaï verplaatst. Tijdens zijn verblijf daar werden de atoombommen op Japan gedropt, waarna de oorlog ten einde kwam. Seidensticker stond wel achter de beslissing om de bommen te droppen, maar voelde zich er tegelijkertijd heel ongemakkelijk bij.

#### Bezetting van Japan en buitenlandse dienst
Ongeveer een maand nadat generaal Douglas MacArthur in Tokyo aankwam om de controle over Japan te nemen, landde Seidensticker met de mariniers in Sasebo, een marinebasisstad in Nagasaki. Hij kreeg het bevel om de Japanse troepen mee te ontwapenen en zware wapens uit te schakelen op de eilanden Tsushima en Goto. Het was tijdens deze maanden in Sasebo dat Seidensticker een diepere waardering kreeg voor Japan en het Japanse volk. Begin 1946 werd hij naar San Diego gestuurd en ontslagen uit het leger.
Bij zijn terugkeer in de Verenigde Staten schreef Seidensticker zich in aan de Columbia Universiteit en behaalde hij in 1947 een masterdiploma in 'publiek recht en overheid'. Hij trad toe tot de Amerikaanse buitenlandse dienst. Na verdere studies tijdens de zomer aan de Yale Universiteit en een jaar aan Harvard werd hij in Tokyo ondergebracht bij de diplomatieke afdeling van de ‘Supreme Commander for the Allied Powers’ (SCAP). In mei 1950, ongeveer twee jaar nadat hij in Japan aankwam, besloot Seidensticker dat de buitenlandse dienst niet zijn roeping was. Hij vond zichzelf niet bepaald het zakenmantype en greep naast een promotie, die enkele van zijn collega’s wel kregen. Een beetje misnoegd nam hij op eigen initiatief ontslag.
Bovendien voelde hij zich wat ongemakkelijk bij de westerse heksenjacht op vrijgezellen die een voorkeur voor homoseksuele relaties zouden hebben. Er gingen vele geruchten de ronde en hij vermoedde ook dat zijn kamer in het Daiichi Hotel werd afgeluisterd. Zelf ongehuwd en zonder kinderen werd waarschijnlijk ook van Seidensticker vermoed dat hij homoseksueel was. Een leven in Tokyo was voor hem rustiger dan in het woelige westen.

#### Geleerde, opvoeder en latere jaren
Na zijn korte diensttijd in het buitenland, studeerde Seidensticker Japanse literatuur. Hij bestudeerde eerst en vooral de Heian literatuur, maar veranderde later naar de moderne Japanse literatuur. In zijn resterende jaren aan de universiteit van Tokyo las hij bijna een volledig canon van de moderne Japanse literatuur. Tegen het midden van de jaren vijftig vond hij werk als docent van zowel Amerikaanse als Japanse literatuur aan de Sophia Universiteit. Hoewel Seidensticker van zijn tijd bij Sophia genoot, had hij het economisch moeilijk en accepteerde freelance schrijfopdrachten en andere parttime jobs. In 1954 werd hij gecontacteerd door Harold Strauss, de hoofdredacteur van de New Yorkse uitgeverij Alfred A. Knopf, voor het vertalen van Japanse literatuur en was snel aan het werk.
In de jaren zestig begon Seidensticker te overwegen om terug te keren naar de Verenigde Staten. Van 1948 tot 1962 had hij immers in Japan gewoond en gewerkt. Toen de Stanford Universiteit een uitnodiging inwilligde om een professor te vervangen, accepteerde hij snel en keerde terug naar de VS. Seidensticker doceerde op Stanford Japans van 1962 tot 1966. Daarna ging hij naar de faculteit aan de universiteit van Michigan en bleef daar 11 jaar, tot hij in 1978 wegging om lid te worden van de faculteit aan de Columbia Universiteit. Hij ging in 1985 met pensioen en was daarna emeritus professor. Tijdens zijn pensionering pendelde hij jarenlang tussen Tokyo en Hawaii voor hij zich in 2006 definitief in Japan vestigde. In 2007 overleed hij na een val, waarbij hij een hoofdletsel opliep en in coma geraakte. Hij was 86 jaar.

## Japanoloog
Als Japanoloog heeft Seidensticker verschillende non-fictieboeken over Japan geschreven, waaronder : ‘Low City, High City: Tokyo From Edo to the Earthquake’ (1983), ‘Tokyo Rising: The City Since the Great Earthquake’ (1990), ‘Tokyo Central’ (2002) en ‘This Country Japan’. Hij schreef ook commentaren voor Amerikaanse kranten over de Japanse literatuur.
Grote thema’s in zijn boeken waren meer aandacht voor de humaniteit van de Japanse bevolking, schrijven over de gevoelens van het volk en alles meer nuanceren na de verschrikkingen van de oorlog. Het is mede dankzij deze werken dat de westerse bevolking een zicht kreeg op het leven in Japan en zich niet meer blind staarde op het slechte imago van de Japanners tijdens de oorlog.
Volgens Donald Richie was Seidensticker iemand die heel veel om Japan gaf, meer dan de meeste buitenlanders en meer dan sommige Japanners zelf. Maar tegelijkertijd was hij ook bereid om kritiek te geven op de dingen waarvan hij hield en legde hij de lat hoog voor zichzelf.
Hij ontving ook verschillende prijzen waaronder de ‘Tokyo City Cultural Award’ en de badge van de ‘Order of the Rising Sun’.

## Vertaler
Seidensticker bracht de werken van klassieke en moderne Japanse schrijvers tot bij een ruim Engelssprekend publiek. Zijn vertalingen brachten meerdere onderscheidingen met zich mee, zowel voor Seidensticker als voor de Japanse auteurs. De ‘National Book Award’ voor de vertaling van Kawabata’s novelle ‘The Sound of the Mountain’ was daar een van. Seidensticker liet zien dat een geweldig boek kan groeien met iedere vertaling ervan.
Het meest befaamde werk van Seidensticker was ‘The Tale of Genji’. Een vertaling waar hij maar liefst 10 jaar lang aan gewerkt had. Het werd vaak beschouwd als zijn meesterwerk en stond een trap hoger dan de andere vertalingen die hij gemaakt had. Het grootste verschil met een vroegere vertaling door Arthur Waley is dat Seidensticker het antieke Japans uit het boek met een hedendaags taalgebruik wist te vertalen.

#### Auteur
- Japan (New York: Time, Inc., 1961)
- Kafu the Scribbler: The Life and Writings of Nagai Kafu, 1879–1959 (Stanford, California: Stanford University Press, 1965)
- Genji Days (Tokyo: Kodansha International, 1977).
- This Country, Japan (Tokyo: Kodansha International, 1979).
- Low City, High City: Tokyo from Edo to the Earthquake: How the Shogun's Ancient Capital Became a Great Modern City, 1867–1923 New York: Alfred A. Knopf, 1983).
- Tokyo Rising: The City Since the Great Earthquake (New York: Alfred A. Knopf, 1990).
- Very Few People Come This Way: Lyrical Episodes from the Year of the Rabbit (Honolulu: University of Hawaii Press, 1996).
- Tokyo Central: A Memoir (Seattle: University of Washington Press, 2002.)
- The Snake That Bowed (Berkeley: Printed Matter Press, 2006).

#### Vertaler
- Tanizaki, Jun'ichirō. Some Prefer Nettles (New York: Alfred A. Knopf, 1955).
- Kawabata, Yasunari. Snow Country (New York: Alfred A. Knopf, 1956).
- Tanizaki, Jun'ichirō. The Makioka Sisters (New York: Alfred A. Knopf, 1957).
- Kawabata, Yasunari. Thousand Cranes (New York: Alfred A. Knopf, 1958).
- Michitsuna no Haha|The Mother of Michitsuna. The Gossamer Years: The Diary of a Noblewoman of Heian Japan (Tokyo and Rutland, Vermont: Charles E. Tuttle Publishing, 1964).
- Nagai, Kafu. "A Strange Tale from East of the River" (plus nine other works) in Kafu the Scribbler: The Life and Writings of Nagai Kafu, 1879–1959 (Stanford, California: Stanford University Press, 1965).
- Kawabata, Yasunari. House of the Sleeping Beauties and Other Stories (Tokyo and Palo Alto, California: Kodansha International Ltd., 1969).
- Kawabata, Yasunari. The Sound of the Mountain (New York: Alfred A. Knopf, 1970).
- Kawabata, Yasunari. The Master of Go (New York: Alfred A. Knopf, 1972).
- Mishima, Yukio. The Decay of the Angel (New York: Alfred A. Knopf, 1974).
- Kawabata, Yasunari; Inoue, Yasushi. The Izu Dancer & Other Stories. (Tokyo and Rutland, Vermont: Charles E. Tuttle Publishing, 1974).
- Murasaki Shikibu. The Tale of Genji (New York: Alfred A. Knopf, 1976).
- Tanizaki, Jun'ichirō. In Praise of Shadows (Sedgwick, Maine: Leete's Island Books, Inc., 1977). Note: Translated by Thomas J. Harper and Edward G. Seidensticker.
- Inoue, Yasushi. Lou-Lan and Other Stories (Tokyo: Kodansha International Ltd., 1979). Note: Translated by James T. Araki and Edward G. Seidensticker